# Hypotermibehandling
Hypotermibehandling eller terapeutisk hypotermi är en sjukvårdsbehandling som går ut på att sänka personens kroppstemperatur (hypotermi), lokalt för en kroppsdel eller hela kroppen, i syfte att skydda celler från celldöd. Behandlingen används efter plötsligt hjärtstopp och stroke, efter huvud- och ryggmärgsskador, neonatal asfyxi, organtransplantation med mera.